# Élections générales espagnoles de 2023 à Melilla
Les élections générales espagnoles de 2023 (en espagnol : Elecciones generales de España de 2023) se tiennent le dimanche 23 juillet 2023 afin d'élire les 350 députés et 208 des 266 sénateurs de la XVe législature des Cortes Generales. 1 député est élu à Melilla.

## Résultats
| Parti                  | Parti                                                   | Voix   | %     | +/-   |  |
| ---------------------- | ------------------------------------------------------- | ------ | ----- | ----- |  |
|                        | Parti populaire (PP) (sortant)                          | 13 446 | 49,16 | 19,62 |  |
|                        | Parti socialiste ouvrier espagnol (PSOE)                | 6 943  | 25,39 | 8,94  |  |
|                        | Vox                                                     | 4 359  | 15,94 | 2,46  |  |
|                        | Coalition pour Melilla (CpM)                            | 1 298  | 4,75  | 24,20 |  |
|                        | Sumar                                                   | 827    | 3,02  | 0,40  |  |
|                        | Parti animaliste contre la maltraitance animale (PACMA) | 160    | 0,59  | Abs.  |  |
|                        | Pour un monde + juste (PUM+J)                           | 40     | 0,15  | 0,05  |  |
|                        | Recortes Cero                                           | 23     | 0,08  | 0,02  |  |
|                        | Vote blanc                                              | 253    | 0,93  | 0,33  |  |
|                        |                                                         |        |       |       |  |
| Suffrages exprimés     | Suffrages exprimés                                      | 27 349 | 98,91 |       |  |
| Votes nuls             | Votes nuls                                              | 300    | 1,09  |       |  |
| Total                  | Total                                                   | 27 649 | 100   | -     |  |
| Abstention             | Abstention                                              | 33 469 | 54,76 |       |  |
| Inscrits/Participation | Inscrits/Participation                                  | 61 118 | 45,24 |       |  |